# Wilkins-selfjég

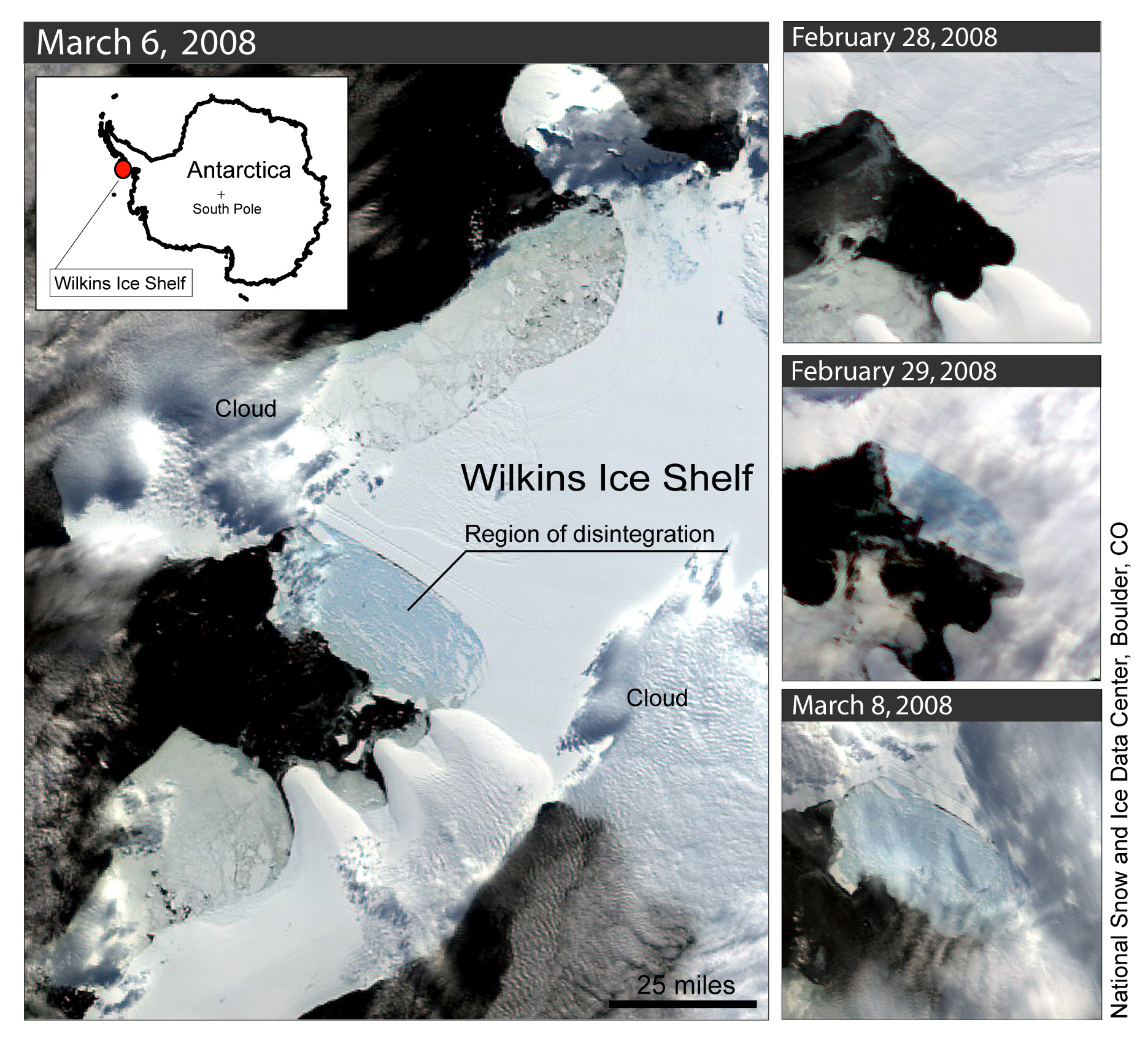
2008-as leszakadás

A Wilkins-jégself az Antarktisz nyugati részén fekszik az Alexander-sziget mellett. A közelében van a Charcot Island és a Latady Island is. A selfjeget Jean-Baptiste Charcot fedezte fel egy francia antarktiszi expedíció során 1910-ben. Hubert Wilkins 1929-ben vizsgálta meg a területet. Innen a selfjég neve.
A Wilkins-selfjég körülbelül 130 km széles és 100 km hosszú. 2008. március 25-én levált a jégnyelv 415 négyzetkilométeres darabja. A Brit Antarktiszi Kutatóprogram (BAS/British Antarctic Survey) adatai szerint az Antarktisznak erről a részéről korábban már hat jégtömb szakadt le, a legnagyobbak 1995-ben és 2002-ben törtek le.